# Au cœur du maelström
Au cœur du maelström est le cinquième tome de la série de bande dessinée Seuls, écrit par Fabien Vehlmann et dessiné par Bruno Gazzotti, sorti en 2010. Il s'agit également du cinquième et dernier tome du premier cycle.

## Synopsis
Les enfants découvrent le cadavre de Dodji devant la médiathèque. Il est mort. Ce funeste événement entraîne des tensions dans le groupe, ils se demandent qui l'a tué et pourquoi. Ils se dispute pour la décision à prendre. Finalement, Leïla est élue chef après un vote et elle décide de mener une expédition dans la Zone rouge pour retrouver son assassin. De leur côté, Alexandre et Sélène comptent bien se débarrasser une bonne fois pour toutes de « cet enfant qui peut les perdre », et pourchassent les héros armés d'arcs et de flèches. Tous sont alors témoins de phénomènes inexplicables comme un immeuble noir recouvert d'insectes, et ils pourraient bien y laisser la vie. Alors, ils découvrent enfin la vérité au sujet de la disparition de la population.

## Réception

### Accueil critique
Nicolas Anspach sur le site web Actua BD évoque « le rythme haletant et l’ambiance pesante de certaines scènes » et une « promesse tenue » pour l'explication très attendu de la Disparition. 
Le site web Bédéthèque recense 82 votes des lecteurs qui, en moyenne, donnent une note de 3,8/5 à la bande dessinée.
Les avis de SensCritique sont assez similaires, puisque 1 400 personnes mettent en moyenne 7,4/10 à la bande dessinée.

### Ventes
Au cœur du maelström est tiré à 67 000 exemplaires par les éditions Dupuis.
Environ deux semaines après sa parution le 4 juin 2010, l'album entre dans le Top 15 des meilleures ventes de BD en France. Il restera dans ce Top 15 BD durant 11 semaines et atteindra la 3e position durant une semaine.

## Prix
- Grand Prix de Le Journal de Mickey
- 2010 : Prix jeunesse 9-12 ans du festival d'Angoulême

## Adaptation au cinéma
L'adaptation cinématographique des cinq premiers tomes de Seuls, réalisée par David Moreau, est sortie en février 2017 au cinéma.

### Documentation
- Henri Filippini, « Seuls, t. 5 », dBD, no 44,‎ juin 2010, p. 79.